# Forte Kleinboden
Il forte Kleinboden (in ted. Werk Kleinboden) è uno dei forti appartenenti all'Impero austriaco presenti in Alto Adige. Il forte appartiene al grande sistema di fortificazioni austriache al confine italiano.
Esso è situato lungo la Val Trafoi sulla strada che porta al passo dello Stelvio, ad una quota di 2000 metri.
La fortificazione si trova in località Dosso di Sluderno (Eck), tra il rifugio Forcola e la malga di Campo Piccolo (Kleinboden).
Attorno al forte si trovano altri resti di fortificazioni, come il Lager Kleinboden e il Schafseck.

## Storia
Il forte assieme al forte Gomagoi e al forte Weisser Knott, costituiscono lo "sbarramento Gomagoi-Taufers".
All'inizio delle ostilità della prima guerra mondiale, il passo dello Stelvio non era ancora occupato da nessuna delle due fazioni. 
Il comandante della gendarmeria austro-ungarica, il tenente Andreas Steiner, ricevette l'ordine di andare ad osservare la zona. 
Nel caso di un'invasione nemica, egli doveva immediatamente ritirarsi assieme ai suoi soldati al caposaldo Kleinboden. Ma i fatti non andarono così, infatti i soldati austro-ungarici occuparono le posizioni dominanti della zona.

## Vie d'accesso al forte
Per raggiungere il forte, si deve oltrepassare il paese di Prato allo Stelvio, procedendo verso Gomagoi e quindi deviando nella direzione di Stelvio-San Martino. Si deve procedere fino a raggiungere il rifugio Forcola alla quota di 2153 metri, e da qui, attraverso un sentiero si giunge alla località Kleinboden.